# Тяньчжоу-3
Тяньчжоу-3 (кит. трад. 天舟三号, пиньинь Tiānzhōu sānhào, палл. Тяньчжоу Эрхао, буквально: «Небесный корабль №3») — третий китайский грузовой космический корабль серии «Тяньчжоу» и второй корабль, отправленный к китайской многомодульной станции «Тяньгун». Доставил к станции 5,6 тонн горючего и грузов для экипажа корабля «Шэньчжоу-13».

## Запуск и стыковка
Запуск «Тяньчжоу-3», произведённый, как и у предыдущих кораблей этой серии, ракетой «Чанчжэн-7» с прибрежного космодрома Вэньчан, состоялся 20 сентября 2021 года в 07:10 UTC. Корабль сблизился со станцией «Тяньгун» по быстрой 6-часовой схеме. Автоматическая пристыковка к кормовому порту базового модуля станции состоялась в тот же день в 14:08 UTC.

## Полёт

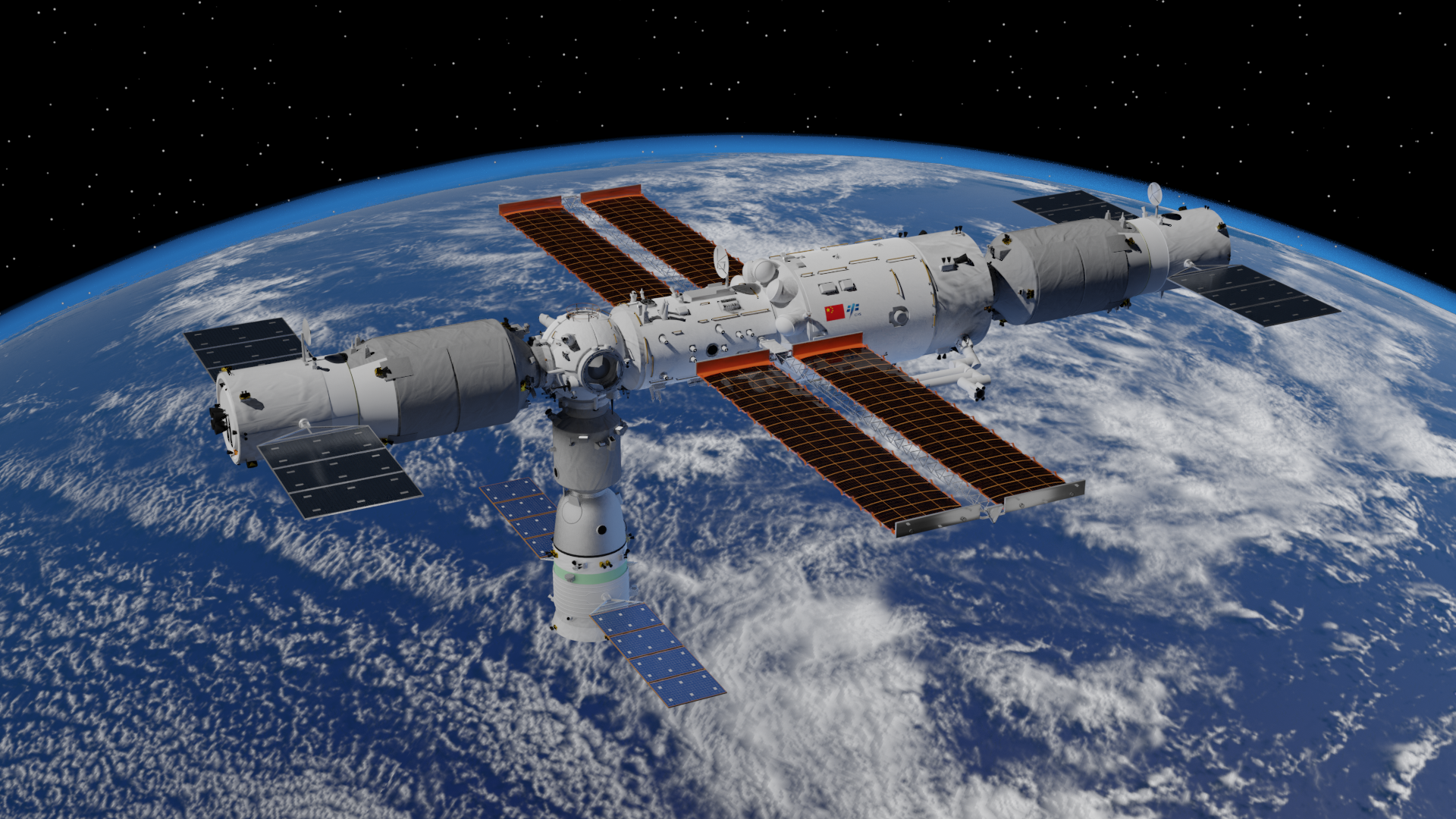
Модель станции «Тяньгун» с тремя пристыкованными кораблями. Корма — справа

15 октября 2021 года на станцию прибыл пилотируемый корабль «Шэньчжоу-13», экипаж которого произвёл разгрузку «Тяньчжоу-3». 15 апреля 2022 года «Шэньчжоу-13» покинул станцию, которая вновь стала необитаемой.
20 апреля 2022 года корабль в автоматическом режиме перестыковался на передний стыковочный узел станции, который для него 27 марта 2022 года освободил предыдущий грузовик «Тяньчжоу-2». Так «Тяньчжоу-3», в свою очередь, уступил место следующему грузовому кораблю «Тяньчжоу-4», который пристыковался к заднему узлу станции 10 мая 2022 года.
5 июня 2022 года на станцию прибыл пилотируемый корабль «Шэньчжоу-14». Начиная с него, станция будет непрерывно обитаемой.
После разгрузки «Тяньчжоу-3» использовался для складирования мусора, вместе с которым был отстыкован от станции 17 июля, продолжив полёт в автономном режиме. 
27 июля, через 3 дня после пристыковки модуля «Вэньтянь» к порту, освобождённому грузовиком «Тяньчжоу-3», он был сведён с орбиты.